# Banchi di cambiavalute
I banchi di cambiavalute, gestita dai cambisti o cambiatori, sono la prima entità bancaria della storia. Si diffusero a partire dal 1150 circa, per diventare comuni nel Medioevo. I banchi rappresentavano stazioni dove i cambisti a richiesta dei mercanti effettuavano il cambio delle monete a seconda del conio locale. All'inizio la loro diffusione fu prevalente nelle zone fieristiche europee; in Italia soprattutto a Venezia e in Toscana tra Firenze e Pistoia e successivamente in Lombardia.
La capacità dei cambiavalute (o campsor) di tenere a mente le molteplici differenze tra le monete circolanti nei vari stati era considerata una vera e propria arte (ars campsoria). Per molti secoli il guadagno derivante dall'applicazione di cambi favorevoli al cambiavalute fu considerato usura, ma nel 1302 il trattato de usuris del teologo Alessandro Bonino detto Alessandro di Alessandria, lo rivalutò dal punto di vista dottrinale, aprendo la legittimazione teologica del mondo cattolico all'applicazione dei tassi usurari . 
Con la nascita dei banchi pubblici nel XVI e XVII secolo, l'attività dei cambiatori tese a distinguersi sempre meno da quella dei normali banchieri, fino a coincidere con quella dei cambiavalute attuali.
A Perugia nel Palazzo dei Priori c'è l'antico Collegio del Cambio, celebre per gli affreschi rinascimentali del Perugino.